# Gunnar Cars
Gunnar Cars, född 7 augusti 1917 i Linköping, död 27 april 1996 i Oscars församling, Stockholm, var en svensk ämbetsman. Han var sonson till Otto Carlsson och brorson till Hadar Cars.
Gunnar Cars blev filosofie kandidat 1942 och politices magister 1943. Han var amanuens i Krigsmaterielverket 1944–1947, tillförordnad kanslisekreterare i Finansdepartementet 1947–1949, byråchef i Statens lönenämnd 1949–1955 och i Civildepartementet 1955–1956. Han var statssekreterare i Civildepartementet 1956–1962 och regeringsråd 1962–1984. Från 1976 var han ordförande på avdelning i Regeringsrätten. Gunnar Cars är en av få personer utan juris kandidatexamen och därmed formell domarkompetens som blivit utnämnda till regeringsråd i Sverige.

## Utmärkelser
- Kommendör med stora korset av Nordstjärneorden, 11 november 1972.[1]